# Ekaterina Feoktistova
Ekaterina Alekseevna Feoktistova (también conocida como Alekseyevna) (Ruso:Екатерина Алексеевна Феоктистова) (18 de marzo de 1915-5 de enero de 1987) fue una química, física, ingeniera, y experta en explosivos soviética-ucraniana. Trabajó en el proyecto de la bomba atómica soviética desde 1947 hasta su jubilación, dirigiendo un laboratorio desde 1952.

## Vida y carrera
A los 18 años, comenzó a trabajar como química en la fábrica textil Krasnaya Nity, Járkov, Ucrania. Estudió en la Universidad de Járkov en 1934 y en 1935 en el Instituto Industrial de Kiev. En 1937, fue transferida a un departamento especial en el Instituto Tecnológico y Químico de Leningrado. Se graduó con diploma rojo como ingeniera-tecnóloga. Se matriculó en la escuela de posgrado pero permaneció en el instituto como asistente de investigación. Durante estos años, voló aviones y realizó saltos en paracaídas.
Cuando la Alemania nazi invadió la Unión Soviética en 1941, Feoktistov fue evacuada a Sverdlovsk, donde trabajó como ingeniera de procesos en la Scientific Mining Society en los Urales. En 1942, trabajó en la Fábrica 46 del Ministerio de Armamento como ingeniera senior. Al año siguiente, fue transferida a la oficina de diseño de cartuchos del Ministerio en Kuntsevo, Óblast de Moscú. Regresó al Instituto de Leningrado en 1945 como investigadora y luego como investigadora principal mientras continuaba sus estudios en la escuela de posgrado. Entre 1946-1947 fue instructora autónoma del Comité de Distrito Frunzensky del partido comunista. Obtuvo su doctorado en 1947. En diciembre de ese año, fue enviada a trabajar en la instalación secreta de investigación nuclear KB-11 ('Design Bureau-11', que también se conocía como Arzamas-16 y coloquialmente la 'Instalación', ahora el Instituto de Investigación Científica de Física Experimental de toda Rusia (VNIIEF)).
En KB-11, trabajó en el laboratorio número 2 bajo la dirección del destacado investigador de explosivos Alexandr Belyaev. Su investigación fue utilizando TNT/RDX, utilizado en las primeras bombas nucleares soviéticas. Ganó el primero de sus premios estatales en 1950 por este trabajo. En 1951 y 1952, dirigió un grupo que experimentó con campos magnéticos pulsados y corrientes producidas por explosivos, siguiendo las ideas del destacado diseñador de bombas nucleares Andrei Sakharov.
Feoktistov se convirtió en jefe de laboratorio en 1952. En junio de 1955, el laboratorio fue transferido oficialmente a un nuevo centro de investigación y desarrollo nuclear, NII-1011 (VNIITF) en Chelyabinsk-70 (una ciudad ahora conocida como Snezhinsk). Sin embargo, hasta 1958 permaneció en el KB-11, donde Feoktistov estudió cómo los explosivos se veían afectados por la irradiación de un reactor nuclear. Fue una de las últimas en mudarse a NII-1011 (su compañero de estudios en el Instituto Industrial de Kiev, George Lominsky, se convertiría en su director). En 1959 y 1961, fue elegida miembro del comité del partido comunista de Chelyabinsk-70 y se convirtió en diputada del Consejo Regional de Trabajadores y más tarde en miembro del comité central del sindicato. A principios de la década de 1960, su investigación inicialmente se centró exclusivamente en explosivos, pero luego se dedicó por completo a mejorar la carga basada en RDX utilizada como arma nuclear de escenario, y esto se logró utilizando HMX (u octógeno) con un aumento significativo en la liberación de energía, probado por primera vez con una pequeña carga nuclear el 21 de octubre de 1968.
En 1969, obtuvo un doctorado en ciencias, según el sistema soviético. A partir de 1979, aunque jubilada, se desempeñó como investigadora senior en NII-1011. Habría recibido un premio estatal final de la URSS en 1983, pero retiró su candidatura. Durante su carrera fue miembro de la comisión de materiales explosivos del Ministerio de Construcción de Máquinas Medianas (el ministerio de estado para la producción de armas nucleares) y miembro del consejo que otorga doctorados, habiendo capacitado a muchos estudiantes investigadores.
Murió en Snezhinsk en 1987.

## Premios
- 1950: Premio del Consejo de Ministros de la URSS.
- 1952: Orden de la Bandera Roja del Trabajo.
- 1956: Orden de Lenin.
- 1951 & 1953: Premio Stalin (2.º y 3er grado respectivamente).
- 1970: Premio estatal de la URSS.
- 1975: Hombre libre de Snezhinsk.[1][3]